# Qorako'l
Qorako‘l (in russo Каракуль, traslitterato anche Karakul) è il capoluogo del distretto di Qorako'l della regione di Bukhara, in Uzbekistan. Si trova 60 km circa a sud-ovest di Bukhara a un'altitudine di 195 m s.l.m., aveva 16.700 abitanti al censimento del 1989 e una popolazione calcolata di 24.250 abitanti per il 2010. 
Il nome della città, tradotto dall'uzbeko, significa "lago nero" (qora - nero, ko'l - lago). L'economia locale è basata principalmente sulla coltivazione del cotone.
La città si trova lungo la strada M37 che collega la città di Bukhara a Türkmenabat, in Turkmenistan, e sulla linea ferroviaria transcaspiana che proviene sempre dal Turkmenistan e collega Türkmenbaşy, sul mar Caspio, e Aşgabat a Tashkent.